# バヤン (メルキト部)
バヤン（Bayan, ? - 1340年）は、元朝後期の将軍。漢字表記は伯顔。アスト人親衛軍を率いる軍閥の長で、中国を支配した最後のモンゴル帝国カアンとなったトゴン・テムル（順帝）の治世初期に専権を振るった。
出自であるメルキト部は、元来チンギス・カンのモンゴル高原統一に抵抗して滅ぼされた部族（ウルス）であったが、バヤンの曽祖父はカアンの本営（オルド）に従士として仕えており、モンゴルの譜代部将の家柄に属している。祖父はモンケの南宋遠征に従軍し、父はクビライの皇太子チンキムの家に仕えた。バヤンも若くしてモンゴル軍人となり、アルタイ山脈方面の前線に派遣される懐寧王カイシャンに付属され、カイドゥとの戦いで戦功をあげて「バートル」（勇者）の称号を与えられた。
1307年、カアンのテムルが崩ずると政変が起こり、モンゴル高原の全遊牧民の軍団を後ろ盾とするカイシャンが勝利した。カイシャンのカアン即位により、カイシャンの部下であったバヤンも中央政府の高官である吏部尚書に任命され、カイシャン政権の有力者に列した。1309年には宰相格の尚書平章政事にすすめられるとともに、アスト人親衛軍の指揮官（阿速親軍都指揮使）に任命される。アスト人はバトゥの征西のとき征服された北カフカスのイラン系民族で現在のオセット人の先祖であり、バヤンが指揮を委ねられたアスト人親衛軍は、アスト征服の折りにモンゴル帝国に降伏したアスト人兵士からなるカイシャン子飼いの精鋭部隊であった。
しかし、1311年にカイシャンが急死を遂げ弟のアユルバルワダが即位すると、カイシャン政権の中核だった尚書省は解体され、カイシャン・アユルバルワダ兄弟の母である皇太后ダギの息のかかった将軍が取り立てられた。尚書省のメンバーだったバヤンのアスト人軍閥もカイシャン派として左遷され、中央から遠く離れた南方の地方官に転出する。1323年、晋王イェスン・テムルがカアンに即位すると、モンゴル高原から自らの子飼いの部将を引き連れてきたイェスン・テムルによってダギ派に属する有力者が一掃されたため、カイシャン派の残党であるバヤンの待遇も和らいで、1326年に中央に近い河南行省の平章政事に任ぜられた。
1328年、イェスン・テムルが上都で急死すると、再びカアンの座を巡って政変が起こり、大都に駐留していたカイシャン恩顧のキプチャク人親衛軍の将軍エル・テムルが決起を企てて江陵にいたカイシャンの遺児トク・テムルを迎えるための使者を送り出した。この使者が河南を通過する際にバヤンは計画を聞きつけ、エル・テムルの決起に協力、トク・テムルを河南に迎えてともに大都に向かった。こうしてトク・テムルがカアンに即位すると、朝廷ではカアンを擁立したエル・テムルのキプチャク人軍閥、バヤンのアスト人軍閥ら非モンゴル系の軍閥が実権を握ることになり、バヤンは中書左丞相、知枢密院事などの肩書きを与えられた上、ついには浚寧王の王号まで名乗って皇族なみの待遇を受けるに至った。
1332年にトク・テムルが没すると、バヤンはエル・テムルとはかってまだ幼児のイリンジバルをカアンに立てる。しかし、新カアンはわずか2ヶ月で死んでしまい、翌1333年にはエル・テムルが病没した。エル・テムルに代わる朝廷の最有力者となったバヤンは代わりのカアンとしてイリンジバルの兄トゴン・テムルを擁立し、自ら中央政府の首班である右丞相に就任。1335年にはエル・テムルの遺児タンキシの起こしたクーデターを鎮圧し、ついに独裁権を掌握する。
やがてトゴン・テムルは成人するにつれてバヤンの専権を疎ましく思うようになったが、丁度バヤンの甥トクトが伯父を排斥しようとトゴン・テムルに接近してきた。1340年、トゴン・テムルの後援を受けたトクトはバヤンが宮廷を留守にした隙にクーデターを起こし、バヤンを失脚させた。バヤンは広東への流刑に処され、南に向かう途上で病死した。
バヤンは元では細々と実施されていた科挙を廃止したり、漢族を虐殺して人口を減らすことを提案するなど、中国文化を排撃したことで有名である。彼にかわって政権を握った甥のトクトが科挙を復活し、欧陽脩以来の正史となる『遼史』『金史』『宋史』の修史事業を行うなど、伯父とは対照的に中国文化に理解の深い為政者であったことから、トクトによるバヤンの追放は高原派と漢地派による対立であったと説明されることも多い。